# Hiroaki Umeda
Hiroaki Umeda, né le 24 novembre 1977[réf. nécessaire], est un danseur, chorégraphe, et plasticien japonais de danse contemporaine.

## Biographie
Hiroaki Umeda fait des études de photographie à l'université Nihon de Tokyo avant de s'orienter vers la danse contemporaine à la fin des années 1990 après avoir assisté à une représentation de Absolute Zero de son compatriote Saburo Teshigawara. Il fonde sa compagnie nommée S20 en 2000 mais se produit le plus souvent dans des solos (et quelques duos/trios) dont il compose les musiques électroniques et réalise les éclairages et vidéos s'apparentant plus à des performances visuelles haute-technologie,,.
Il présente sa création Assimilating en 2024 au Cube Garges.

## Principales chorégraphies
- 2002 : While Going to a Condition
- 2003 : Finore
- 2007 : Accumulated Layout
- 2008 : Adapting for Distortion pour le Festival Roma Europa
- 2008 : Haptic pour le Festival d'automne à Paris
- 2008 : Adapting for Distorsion
- 2009 : 1.Centrifugal
- 2010 : 2.Repulsion pour Suresnes Cité Danse
- 2011 : Holistic Strata
- 2011 : 3.Isolation pour le Festival « Tanz im August » de Berlin
- 2013 : 4.Temporal Pattern pour le Chiang Kai-Shek Theatre de Taipei
- 2019 : Médian
- 2020 : Intensional Particle / Accumulated Layout
- 2021 : Vibrance
- 2024 : Assimilating